# Phil Dwyer
Pour les articles homonymes, voir Dwyer.
Philip Joseph Dwyer (né le 28 octobre 1953 à Cardiff, au pays de Galles et mort le 30 novembre 2021) est un footballeur international gallois.

## Carrière

### En club

#### Palmarès
Cardiff City
- Coupe du pays de Galles (3)
  - Vainqueur : 1973, 1974 et 1976
  - Finaliste : 1975 et 1977
- Football League Third Division
  - Vice-champion : 1976

### Sélections internationales
Dwyer a joué 10 fois pour la sélection galloise.

#### Buts internationaux
|    | Date          | Lieu                  | Adversaire | Résultat | Compétition                    |
| -- | ------------- | --------------------- | ---------- | -------- | ------------------------------ |
| 1. | 18 avril 1978 | Stade Azadi (Téhéran) | Iran       | 1-0      | Amical                         |
| 2. | 13 mai 1978   | Ninian Park (Cardiff) | Angleterre | 1-3      | 1978 British Home Championship |